# Bertha
För andra betydelser, se Bertha (olika betydelser).
Bertha är en brittisk stop motion-animerad TV-serie producerad av Woodland Animations och visad på BBC1 först, därefter repriserad på BBC flera gånger.
Serien kretsar kring maskinen Bertha i fabriken Spottiswood samt de anställda där. Bertha kan producera ett brett utbud av produkter. På fabriken jobbar även förmannen Mr Duncan, Flo, sekreteraren Miss McClackerty, förpackaren Nell, gaffeltrucksföraren Panjit, designern Mr Sprott och dennes assistent Tracy, maskinteknikern Ted, tedamen Mrs Tupp, chefen Mr Willmake samt en liten robot kallad TOM (Talk Operated Machine) och samt assisteraden maskinteknikern Roy.
I Sverige har serien visats flera gånger i SVT:s ordinarie kanaler och Barnkanalen. Serien har haft minst två olika dubbningar, varav en gav alla karaktärer i serien andra namn än originaldubbningen.

## Referenslista
1. ↑  BBC Genome, läs online.[källa från Wikidata]